# Ток (головний убір)
Тока — ток — європейський головний убір жорсткої форми, зазвичай з вузькими злегка загнутими догори полями або без полів, популярний у XIII—XVIстоліттях. Був найчастішим доповненням до іспанського каркасного костюма. В останній чверті XVI ст. став особливо модним головним убором у Франції [1]. Як жіночий головний убір використовувався Росії у ХІХ столітті. У професійному кухарському сленгу назва кухарського ковпака.
| Одяг | Це незавершена стаття про одяг. Ви можете допомогти проєкту, виправивши або дописавши її. |